# White Butte
White Butte è il punto più elevato dello Stato del Dakota del Nord. Alto 1.069 m, è un importante butte situato nella Contea di Slope, più precisamente nelle Badlands della parte sudoccidentale dello Stato. Con una scalata della durata di un'ora circa rappresenta un percorso adatto a tutti gli escursionisti.
Il centro abitato più vicino è Amidon, situata a circa dieci chilometri in direzione nord. La cima rientra nel territorio del parco Little Missouri National Grassland e dista circa 50 km dal Theodore Roosevelt National Park.